# Guayabal (Cuba)
Guayabal es una localidad cubana del municipio de Guanajay, perteneciente a la provincia de Artemisa.

## Historia
Hacia la década de 1860, la aldea, por entonces cabeza del partido de su nombre, tenía contabilizada una población de 60 habitantes. Aparece descrita en el segundo tomo del Diccionario geográfico, estadístico, histórico, de la isla de Cuba de Jacobo de la Pezuela con las siguientes palabras:

Guayabal. (aldea de) Cabeza del part.º de su nombre, J. de Guanajay al pié de la sierra de Anafe, al E. y como á 2 leguas de la cabecera, cerca de la linea divisoria de esta J. con la de San Antonio de los Baños. Compónenla 5 casas de mampostería bajas, 3 de tabla y teja y 12 de embarrado y yaguas. Tiene una sola calle llamada Real, cuya longitud es la de una caballería de tierra. En esta aldea hay una escuela de primeras letras gratuita para varones, que está costeada por los fondos municipales, y 3 tiendas mistas. Su parroquia se fundó bajo la advocacion de San Francisco de Asis y de Nuestra Señora del Rosario como tenencia de la de Guanajay, siendo hoy parroquial de ingreso. Su cura párroco disfruta el haber anual de 252 ps. fs. que le ahorra el Estado para completar su consignacion, 350 el teniente cura y para los gastos del material y fábrica, se presuponen 300. El censo de 1841 designó al Guayabal con 197 habitantes; y el Cuadro Estadístico de 1846 con 5 casas de mampostería, una de madera teja y 27 de guano y en ellas una botica, una carpintería, una zapatería, una posada, 3 tiendas mistas y un cuartel para 30 hombres, dándole 142 habitantes blancos, 6 libres de color y 7 esclavos. Segun nuestros datos, la poblacion de esta aldea no pasa de 60 habitantes de toda edad, sexo y condicion. Se halla á 10 leguas al S. O. de la Habana, como á 3 al N. O. de San Antonio de los Baños y á 5 de la costa del N.
(Pezuela, 1863, p. 527)